# Sarcophaga opata
Sarcophaga opata är en tvåvingeart som beskrevs av Zumpt 1972. Sarcophaga opata ingår i släktet Sarcophaga och familjen köttflugor. Inga underarter finns listade i Catalogue of Life.